# Стобийска епархия (Римокатолическа църква)
 Тази статия е за римокатолическата епархия.  За историческата и православната вижте Стобийска епархия.  
Стобийската епархия (на латински: Dioecesis Stobensis) е титулярна епископия на Римокатолическата църква с номинално седалище в македонския град Стоби, Република Македония. Епархията е подчинена на Солунската архиепископия. Като титулярна епископия е установена в 1923 година.
Титулярни епископи
| Име                     | Име                     | Управление                  | Забележка | Години                          |
| ----------------------- | ----------------------- | --------------------------- | --------- | ------------------------------- |
| Мануел Раймундо де Мело | Manuel Raimundo de Melo | 30 юли – 11 март 1943       |           | 11 февруари 1872 – 11 март 1943 |
| Роман Ричард Аткиелски  | Roman Richard Atkielski | 2 август 1947 – 30 юни 1969 |           | 5 август 1898 – 30 юни 1967     |